# Манастир в Хайдау
Манастирът Хайдау (на немски: Kloster Haydau) е бивш манастир в Алтморшен, част на град Моршен в Хесен, Германия.
Манастирът е основан през 1235 г. от фамилията на ландграф Конрад фон Тюринген и напуснат през 1527 г. След това служи като ландграфски ловен дворец. Днес манастирът се ползва за конгреси.